# Festival Eurovisão da Canção 1970
O Festival Eurovisão da Canção 1970 (em inglês: Eurovision Song Contest 1970, em Francês: Concours Eurovision de la chanson 1970 e em holandês: Eurovisiesongfestival 1970) foi o 15º Festival Eurovisão da Canção e teve lugar em 21 de março de 1970 em Amesterdão com a canção "All Kinds of Everything".
Devido ao empate de 4 países  que ocorreu em 1969 houve grande controvérsia acerca de  qual dos países vencedores devia realizar o festival em 1970. Acabou por se realizar nos Países Baixos. A  Finlândia, Noruega, Portugal e Suécia boicotaram este festival, porque não ficaram  satisfeitos nem com os seus resultados nem com o sistema de votação do ano anterior, com Portugal a anunciar a sua desistência em setembro de 1969. Apesar disso, em maio, dois meses após o certeme europeu, Portugal voltaria a organizar o Grande Prémio TV da Canção 1970, que seria ganho por Sérgio Borges, com a canção "Onde vais rio que eu canto".
Para evitar um incidente semelhante ao de 1969 foi criada uma nova regra. Se duas ou mais canções obtivessem o mesmo número de pontos, cada canção deveria ser interpretada novamente. Depois disso, todos os júris, excepto os países visados reuniam-se para escolher o vencedor. No final, se o empate persistisse seriam ambas declaradas como vencedoras.
Julio Iglesias, representante da Espanha cantou vestido com um fato azul que não tinha bolsos para evitar que o cantor interpretasse o tema com as mãos nos bolsos, tal como era seu hábito.
Alguns dias antes do festival toda a imprensa já tinha dado a vitória à representante da Irlanda, Dana, o que acabou por se confirmar na grande noite do festival.

## Local

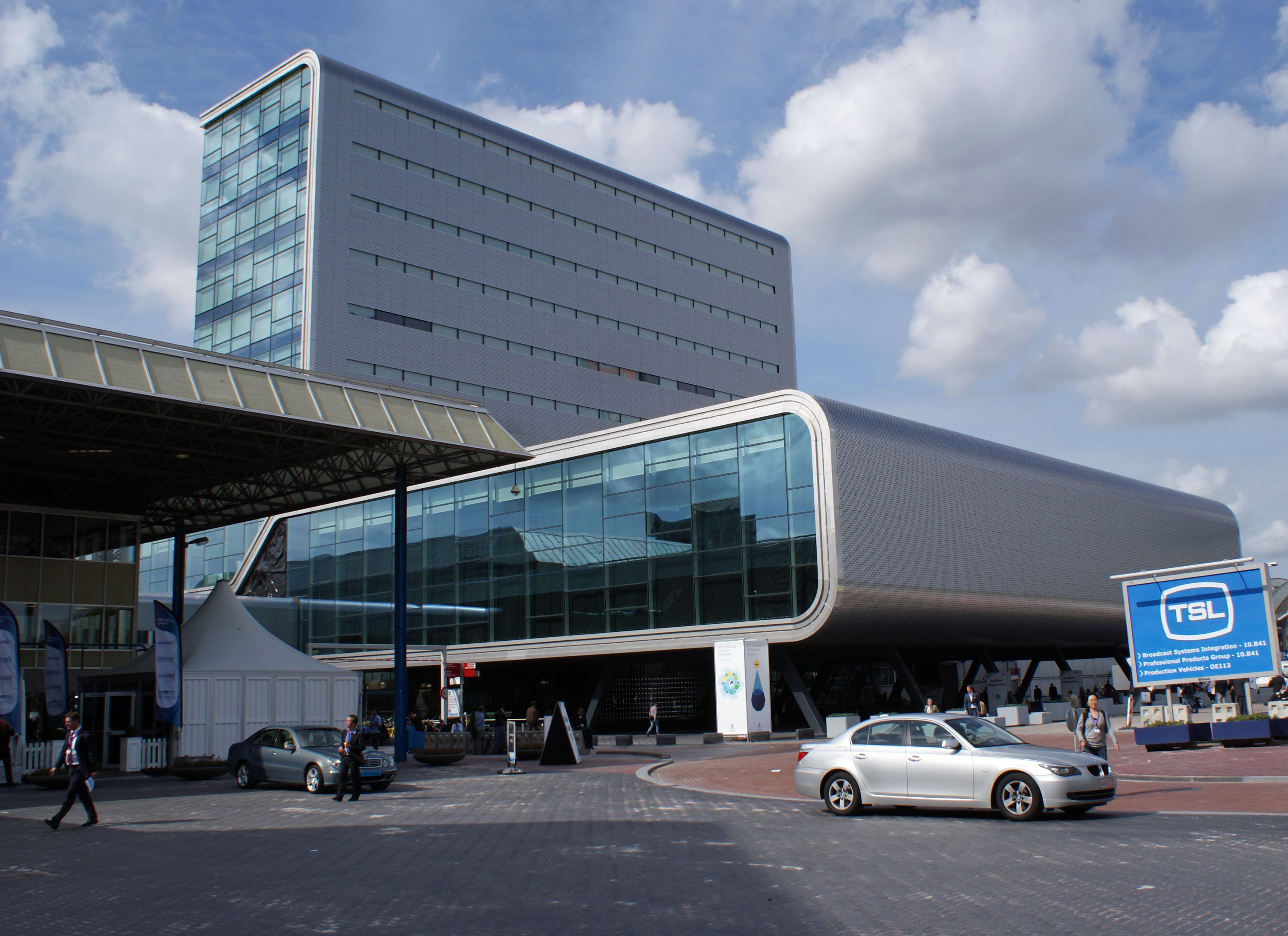
RAI Congrescentrum, em Amesterdão, nos Países Baixos.

O Festival Eurovisão da Canção 1970 ocorreu em Amesterdão, nos Países Baixos. Amesterdão é a capital e a cidade mais populosa do Reino dos Países Baixos. O seu estatuto de capital holandesa é garantido pela Constituição dos Países Baixos, embora não seja a sede do governo holandês, que fica em Haia. Originária de uma pequena vila de pescadores que surgiu no final do século XII, Amesterdão se tornou um dos portos mais importantes do mundo durante a Século de Ouro dos Países Baixos (século XVII), como resultado de seus desenvolvimentos inovadores no comércio. Durante essa época, a cidade era o principal centro financeiro e de diamantes do mundo. Nos séculos XIX e XX a cidade se expandiu e muitos novos bairros e subúrbios foram planejados e construídos. Os canais de Amesterdão e a Linha de Defesa de Amesterdão são considerados Patrimônios Mundiais pela UNESCO. Como a capital comercial dos Países Baixos e um dos principais centros financeiros da Europa, Amesterdão é considerada uma cidade global alfa. A cidade é também a capital cultural do país. Muitas grandes instituições holandesas mantêm suas sedes na cidade e sete das 500 maiores empresas do mundo, incluindo Philips e ING, baseiam-se na capital holandesa. Em 2012, Amsterdã foi classificada como a segunda melhor cidade para se viver pela Economist Intelligence Unit (EIU).
O festival em si realizou-se no RAI Congrescentrum, um complexo de salas de conferências e exposições, inaugurado em 1961.

## Formato
Depois de terem sido eleitas quatro vencedoras no ano anterior, a UER sorteou em qual delas se realizaria o Festival. A sorte coube aos Países Baixos.
Os produtores holandeses foram obrigados a organizar o evento, apesar de apenas 12 nações fazerem a viagem a Amesterdão. O resultado foi um formato que perdurou quase até os dias atuais. Uma sequência de abertura estendida (filmada em Amesterdão) abriu a edição, enquanto cada país foi introduzido por um pequeno "cartão postal" de vídeo apresentando cada um dos artistas participantes, ostensivamente na sua própria nação. No entanto, os "cartões postais" para a Suíça, Luxemburgo e Mónaco foram todos filmados em Paris (assim como o cartão postal francês). O longo filme de introdução (com mais de quatro minutos de duração) foi seguido pelo que provavelmente é uma das introduções mais curtas feitas por uma apresentadora. Willy Dobbe apenas apresentou os telespectadores em inglês, francês e holandês, terminando sua introdução depois de apenas 24 segundos. Legendas em tela introduziam cada participação, com os títulos das músicas listados em letras minúsculas e os nomes dos artistas e compositores/autores, todos em maiúsculas.
Para evitar um incidente como em 1969, foi criada uma regra de empate, que consistia em que se duas ou mais músicas obtivessem o mesmo número de votos e estivessem empatadas no primeiro lugar, cada música teria que ser interpretada novamente. Depois disso, cada júri nacional (que não fosse o júri dos países envolvidos) teria que votar na que julgavam ser a melhor. Se os países empatassem novamente, eles dividiriam o primeiro lugar.

## Visual
O design do cenário foi desenvolvido por Roland de Groot; um projeto simples, de inspiração modernista, era composto de cinco barras curvas  horizontais e sete esferas de prata suspensas que podiam ser movidas de várias maneiras diferentes, bem como uma entrada de metal por meio do qual os artistas interpretaram as canções. Além disso, os pontos autorizados a dar cores específicas em segundo plano e obter o jogo de luz nas barras e esferas. Esse foi o primeiro uso verdadeiramente moderno das possibilidades oferecidas pela televisão a cores. À direita do palco estavam o painel de votação e a mesa do supervisor, e ao pé, no fosso, a orquestra.
O vídeo introdutório mostrava vistas aéreas de Amesterdão, intercaladas com vistas turísticas das ruas e monumentos da capital holandesa. As vistas de Congrescentrum se seguiram dia e noite. A câmara varreu o hall de entrada, duas recepcionistas abriram uma porta para ela e entrou na sala.
A apresentadora foi Willy Dobbe. Após o vídeo introdutório, ela cumprimentou brevemente os espectadores, em inglês, francês e holandês, e depois retornou apenas para apresentar a votação.
A orquestra foi conduzida por Dolf van der Linden.
No intervalo, a NOS pediu aos bailarinos de Don Lurio para realizarem uma coreografia. Consistia de um número de dança moderna e rítmica, apresentado a música "Rich Man's Frug", do musical Sweet Charity.

### Cartões postais
Cada cartão postal mostrava artistas a passear pela capital de seu país. Os representantes monegasca, suíço, e luxemburguês filmaram em Paris.

## Votação
Mais uma vez os países votaram pela mesma ordem à da sua actuação, algo que foi feito aparentemente para acelarar o espetáculo, pois os países a actuar não podiam (nem podem) atribuir pontos a si mesmo, sendo assim poderiam acabar a sua votação a tempo de serem os primeiros a serem chamados. O sistema de votação foi o mesmo utilizado em edições anteriores, em que cada país tinha um júri composto por dez membros, e cada um desses dez jurados atribuiam um ponto à sua canção preferida.
Para evitar um incidente como em 1969, foi criada uma regra de empate, que consistia em que se duas ou mais músicas obtivessem o mesmo número de votos e estivessem empatadas no primeiro lugar, cada música teria que ser interpretada novamente. Depois disso, cada júri nacional (que não fosse o júri dos países envolvidos) teria que votar na que julgavam ser a melhor. Se os países empatassem novamente, eles dividiriam o primeiro lugar.
O supervisor delegado pela UER foi, mais uma vez, Clifford Brown, acompanhado por dois secretários e pela apresentadora.
A Irlanda tomou a votação do começo ao fim. O porta-voz do júri irlandês, que falou por último, cumprimentou Willy Dobbe com as palavras: "Olá, Amsterdão! Esta é uma chamada alegre de Dublin!"
Durante a votação, a câmera fez duas filmagens dos artistas nos bastidores. Ela mostrava Dana (Irlanda), acompanhada por por 	Henri Dès (Suíça) e Mary Hopkin (Reino Unido).
David Alexandre Winter (Luxemburgo) exigiu completo silêncio durante a votação, o que desagradou os demais concorrentes. No final do anúncio dos resultados, ele se viu ridículo, terminando em último com 0 pontos.
Esta foi a única vez neste sistema de votação que um júri concedeu nove votos a uma única música. Este é o júri belga, nove membros votaram a favor da música irlandesa.
Pela primeira vez, o Luxemburgo terminou em último lugar com 0 pontos.

## Participações individuais
Predefinição:Participações Individuais ESC1970

## Participantes

Países participantes
Países participantes em edições anteriores

Dos artistas participantes, destacaram-se a galesa Mary Hopkin, que era uma das favoritas, que já tinha uma carreira de considerável sucesso, com o single "Those Were the Days", de 1968 produzido por Paul McCartney;David Alexandre Winter, nascido em Amsterdão e representando o Luxemburgo, deixara os Países Baixos para ir para Paris em 1969, onde gravara o seu maior sucesso "Oh Lady Mary" que se tornou rapidamente disco de ouro; Dominique Dussault, representando o Mónaco, cantou uma homenagem a Marlene Dietrich, que desejava ser como ela, tendo no terceiro verso, citado várias frases da estrela em inglês e alemão.
Pelos Países Baixos, um trio, Hearts of Soul, foi apresentado. No entanto, as regras só permitiam a participação de solistas e duos, acompanhados por coros. Assim, a vocalista do trio, Patricia Maessen, cantou sozinha, acompanhada pelas restantes elementos do grupo, que foram coristas. Este foi o último ano em que este regulamento esteve em vigor.
Julio Iglesias, então desconhecido, representou Espanha.
| País            | Título original da Canção                    | Artista                  | Processo                        | Data da Selecção        |
| País            | Tradução em Português                        | Idiomas de Interpretação | Processo                        | Data da Selecção        |
| --------------- | -------------------------------------------- | ------------------------ | ------------------------------- | ----------------------- |
| Alemanha        | "Wunder gibt es immer wieder"                | Katja Ebstein            | Ein lied für Amsterdam 1970     | 16 de fevereiro de 1970 |
| Alemanha        | Os milagres se sucedem outra vez e outra vez | Alemão                   | Ein lied für Amsterdam 1970     | 16 de fevereiro de 1970 |
| Bélgica         | "Viens l'oublier"                            | Jean Vallée              | Chanson Euro 1970               | 3 de fevereiro de 1970  |
| Bélgica         | Vem, esquecê-lo                              | Francês                  | Chanson Euro 1970               | 3 de fevereiro de 1970  |
| Estado espanhol | "Gwendolyne"                                 | Julio Iglesias           | Preselección de Eurovision 1970 | 14 de fevereiro de 1970 |
| Estado espanhol | Gwendolyne                                   | Castelhano               | Preselección de Eurovision 1970 | 14 de fevereiro de 1970 |
| França          | "Marie-Blanche"                              | Guy Bonnet               | Sélection française 1970        | 21 de fevereiro de 1970 |
| França          | Maria-Branca                                 | Francês                  | Sélection française 1970        | 21 de fevereiro de 1970 |
| Irlanda         | "All Kinds of Everything"                    | Dana                     | Irish Final 1970                | -                       |
| Irlanda         | Todas as espécies de coisas                  | Inglês                   | Irish Final 1970                | -                       |
| Itália          | "Occhi di ragazza"                           | Gianni Morandi           | Seleção Interna                 | -                       |
| Itália          | Olhos de rapariga                            | Italiano                 | Seleção Interna                 | -                       |
| Iugoslávia      | "Pridi, dala ti bom cvet"                    | Eva Sršen                | Pjesma Eurovizije 1970          | 14 de fevereiro de 1970 |
| Iugoslávia      | Vem, eu te darei uma flor                    | Esloveno                 | Pjesma Eurovizije 1970          | 14 de fevereiro de 1970 |
| Luxemburgo      | "Je suis tombé du ciel"                      | David Alexandre Winter   | Selecção Interna de 1970        | -                       |
| Luxemburgo      | Eu caí do Paraíso                            | Francês                  | Selecção Interna de 1970        | -                       |
| Mónaco          | "Marlène"                                    | Dominique Dussault       | Selecção Interna de 1970        | -                       |
| Mónaco          | Marlène                                      | Francês                  | Selecção Interna de 1970        | -                       |
| Países Baixos   | "Waterman"                                   | Hearts of Soul           | Nationaal Songfestival 1970     | 11 de Fevereiro de 1970 |
| Países Baixos   | Aquário                                      | Holandês                 | Nationaal Songfestival 1970     | 11 de Fevereiro de 1970 |
| Reino Unido     | "Knock Knock, Who's There?"                  | Mary Hopkin              | A song for Europe 1970          | 7 de março de 1970      |
| Reino Unido     | Toc Toc, Quem é?                             | Inglês                   | A song for Europe 1970          | 7 de março de 1970      |
| Suíça           | "Retour"                                     | Henri Dès                | Seleção Interna                 | -                       |
| Suíça           | Regresso                                     | Francês                  | Seleção Interna                 | -                       |

## Festival
| #   | País            | Idioma     | Artista                | Canção                        | Lugar | Pontos |
| --- | --------------- | ---------- | ---------------------- | ----------------------------- | ----- | ------ |
| 1º  | Países Baixos   | Holandês   | Hearts of Soul         | "Waterman"                    | 7º    | 7      |
| 2º  | Suíça           | Francês    | Henri Dès              | "Retour"                      | 4º    | 8      |
| 3º  | Itália          | Italiano   | Gianni Morandi         | "Occhi di ragazza"            | 8º    | 5      |
| 4º  | Iugoslávia      | Esloveno   | Eva Sršen              | "Pridi, dala ti bom cvet"     | 11º   | 4      |
| 5º  | Bélgica         | Francês    | Jean Vallée            | "Viens l'oublier"             | 8º    | 5      |
| 6º  | França          | Francês    | Guy Bonnet             | "Marie-Blanche"               | 4º    | 8      |
| 7º  | Reino Unido     | Inglês     | Mary Hopkin            | "Knock Knock, Who's There?"   | 2º    | 26     |
| 8º  | Luxemburgo      | Francês    | David Alexandre Winter | "Je suis tombé du ciel"       | 12º   | 0      |
| 9º  | Estado espanhol | Castelhano | Julio Iglesias         | "Gwendolyne"                  | 4º    | 8      |
| 10º | Mónaco          | Francês    | Dominique Dussault     | "Marlène"                     | 8º    | 5      |
| 11º | Alemanha        | Alemão     | Katja Ebstein          | "Wunder gibt es immer wieder" | 3º    | 12     |
| 12º | Irlanda         | Inglês     | Dana                   | "All Kinds of Everything"     | 1º    | 32     |

### Galeria

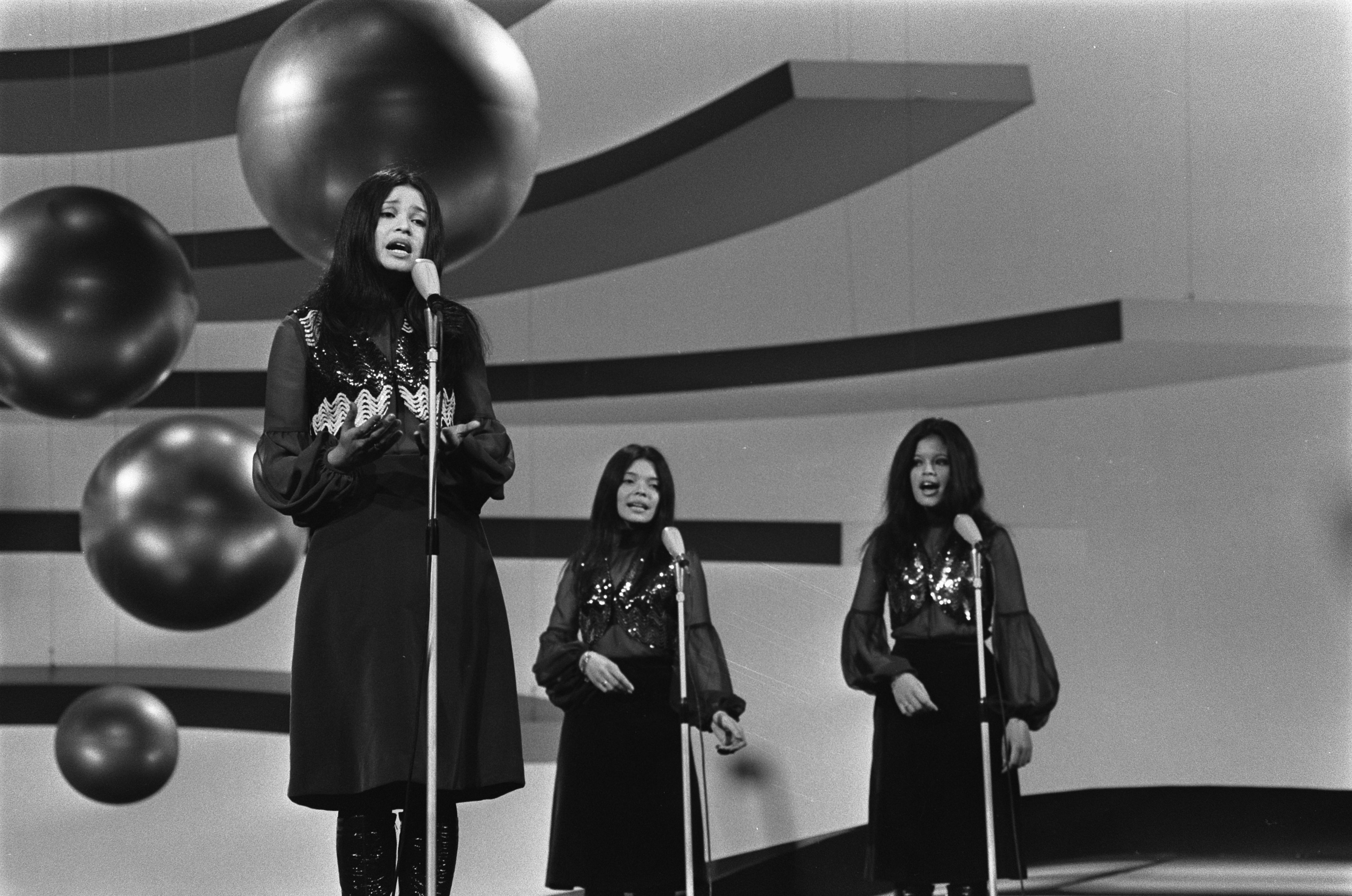
Hearts of Soul
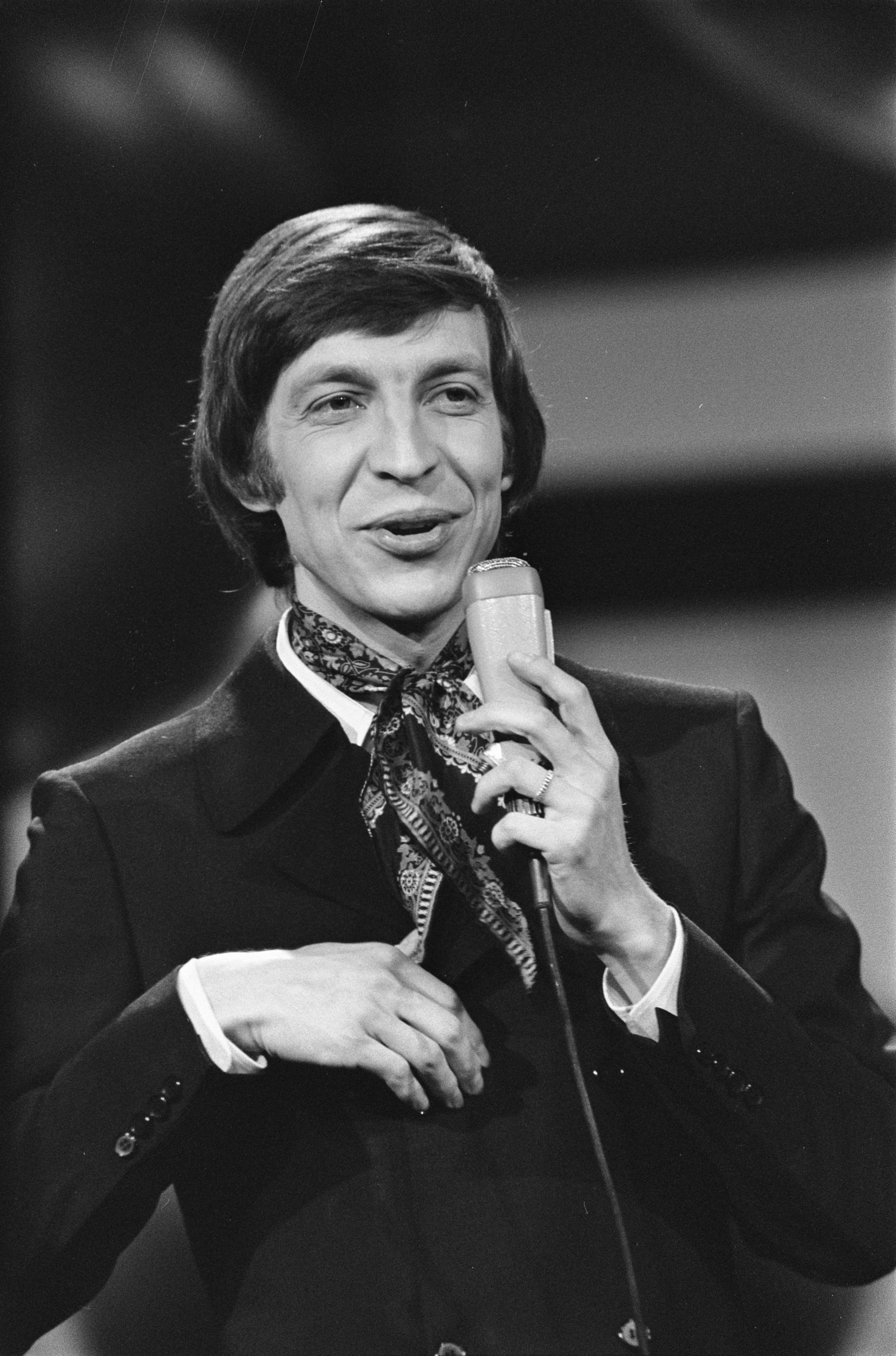
Henri Dès
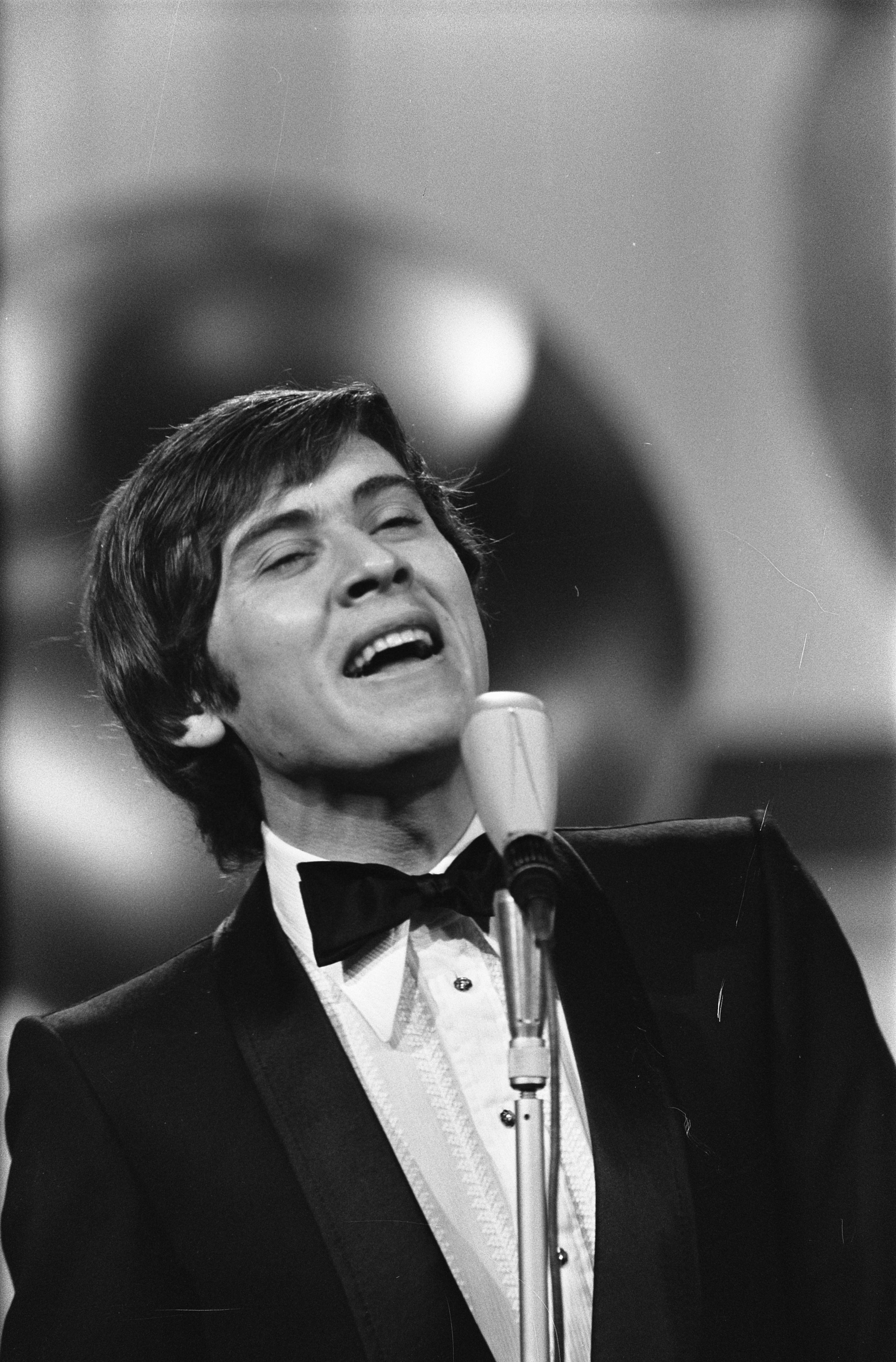
Gianni Morandi
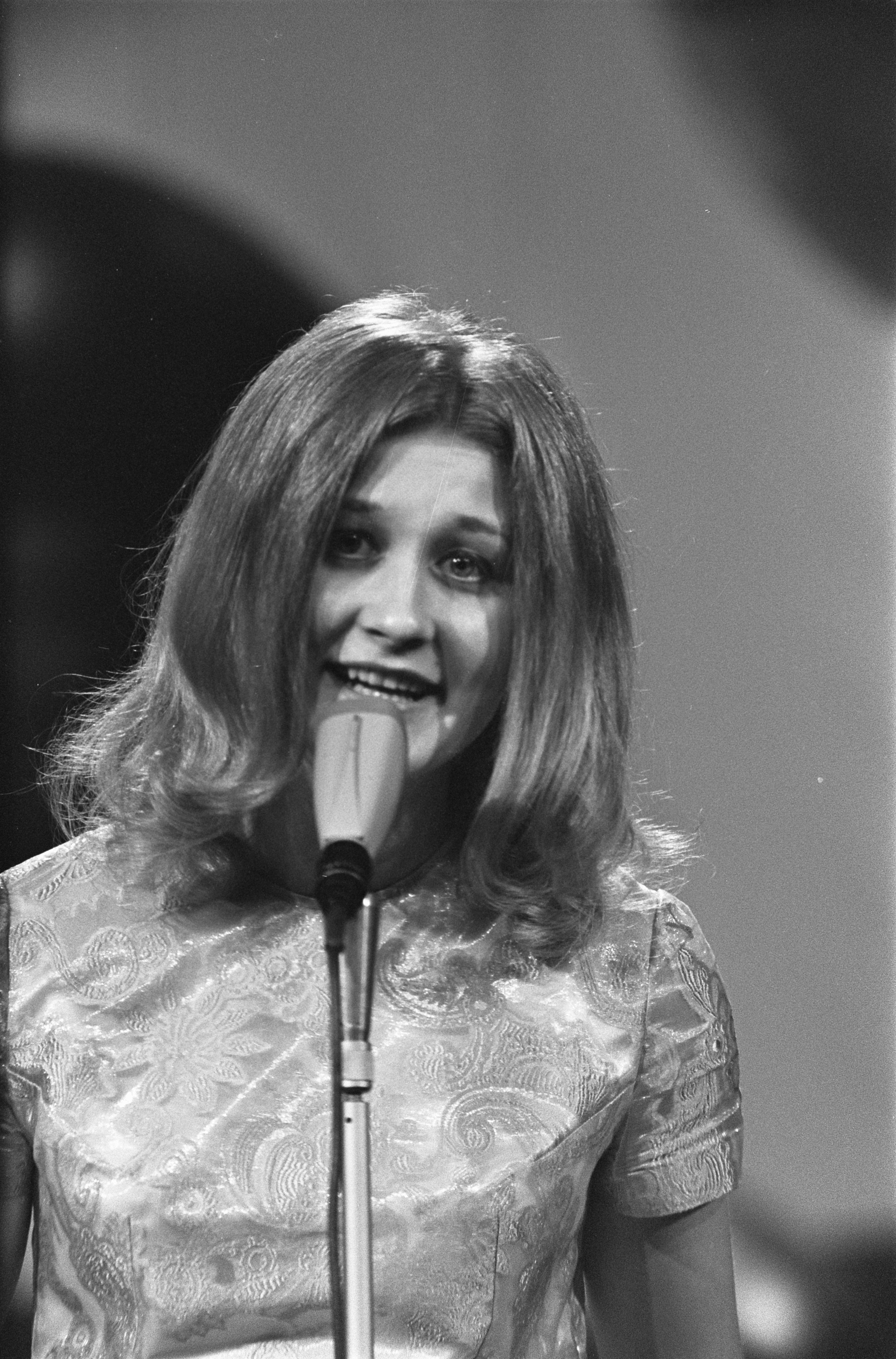
Eva Sršen
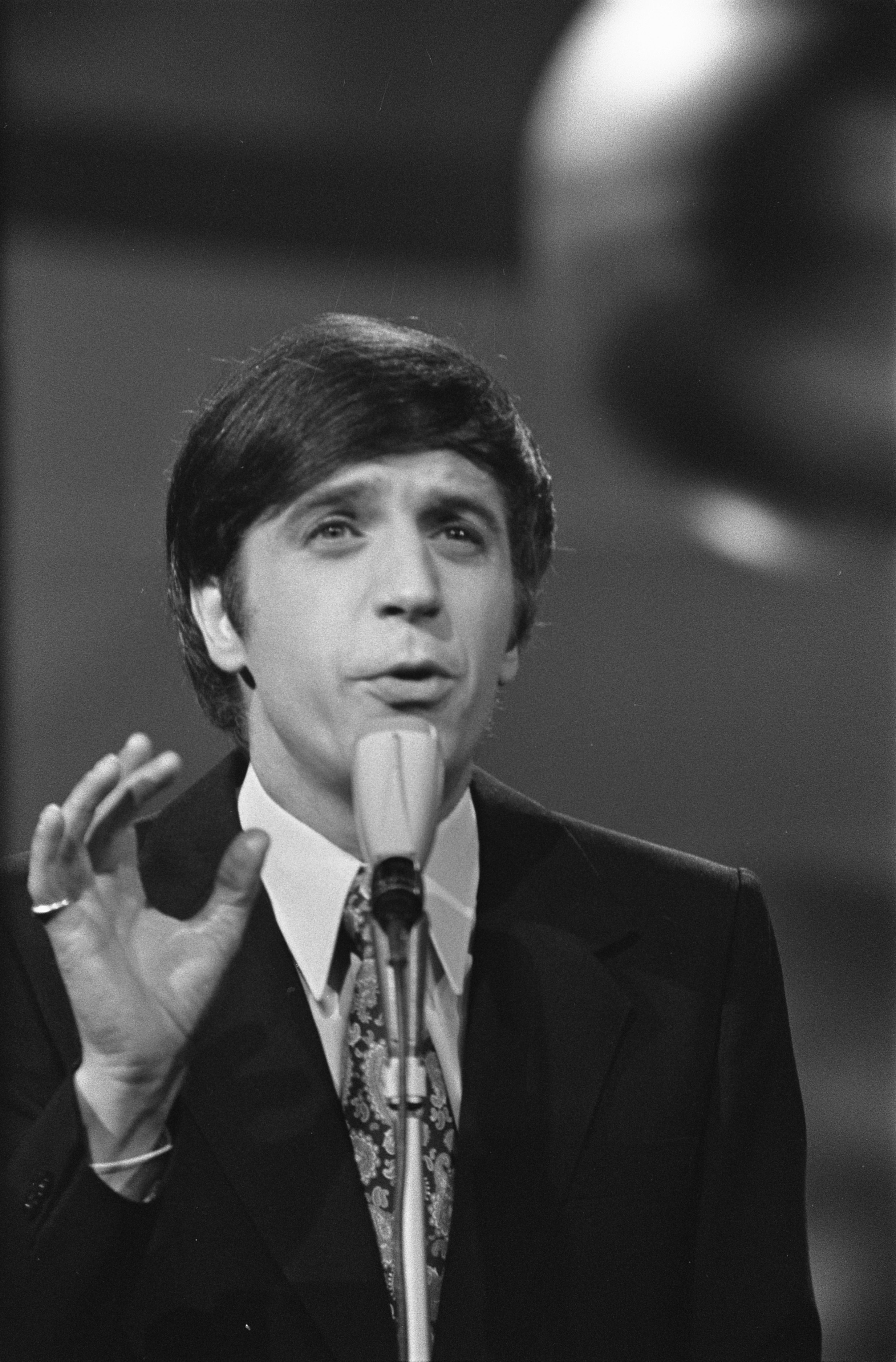
Jean Vallée
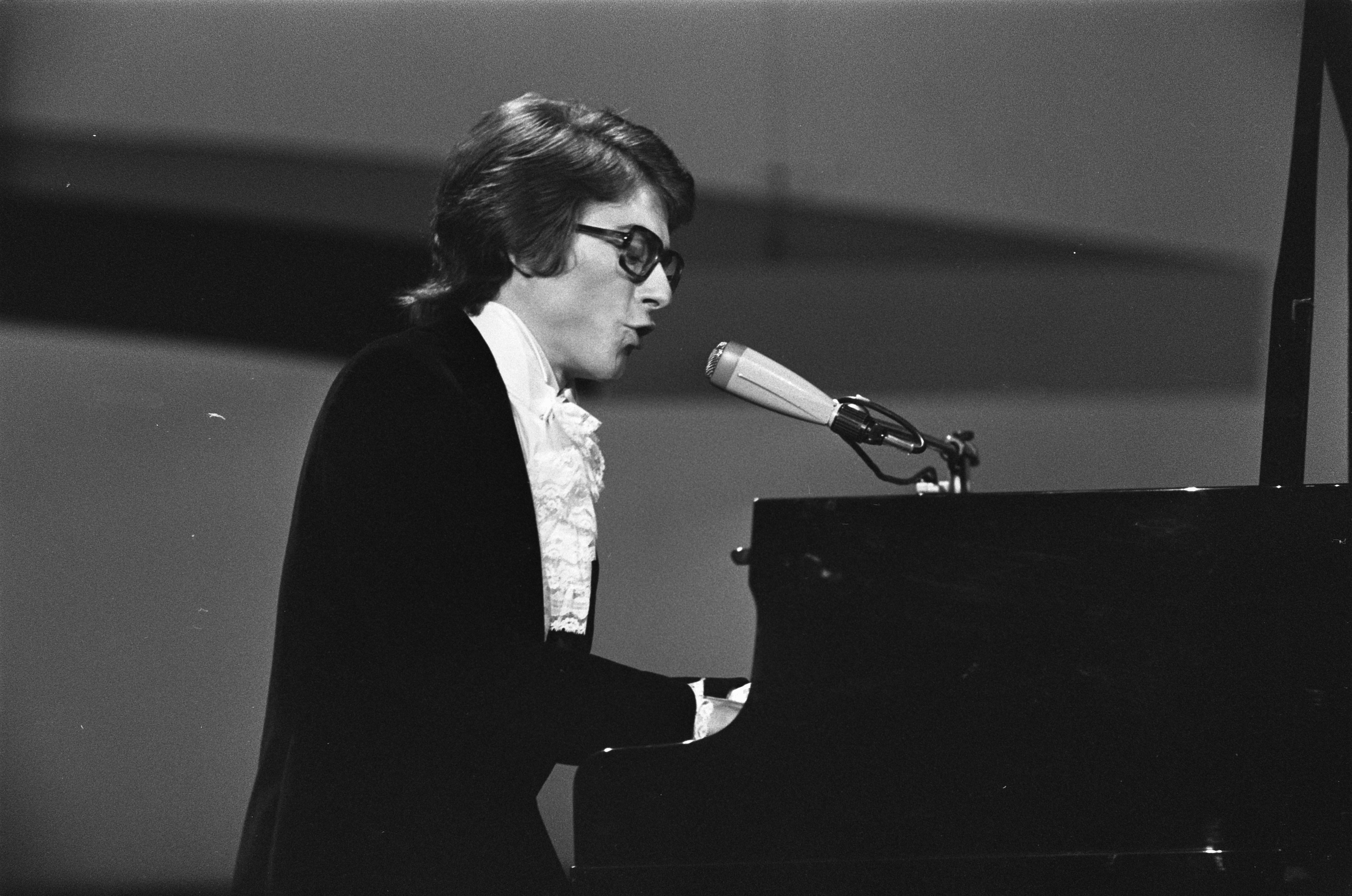
Guy Bonnet
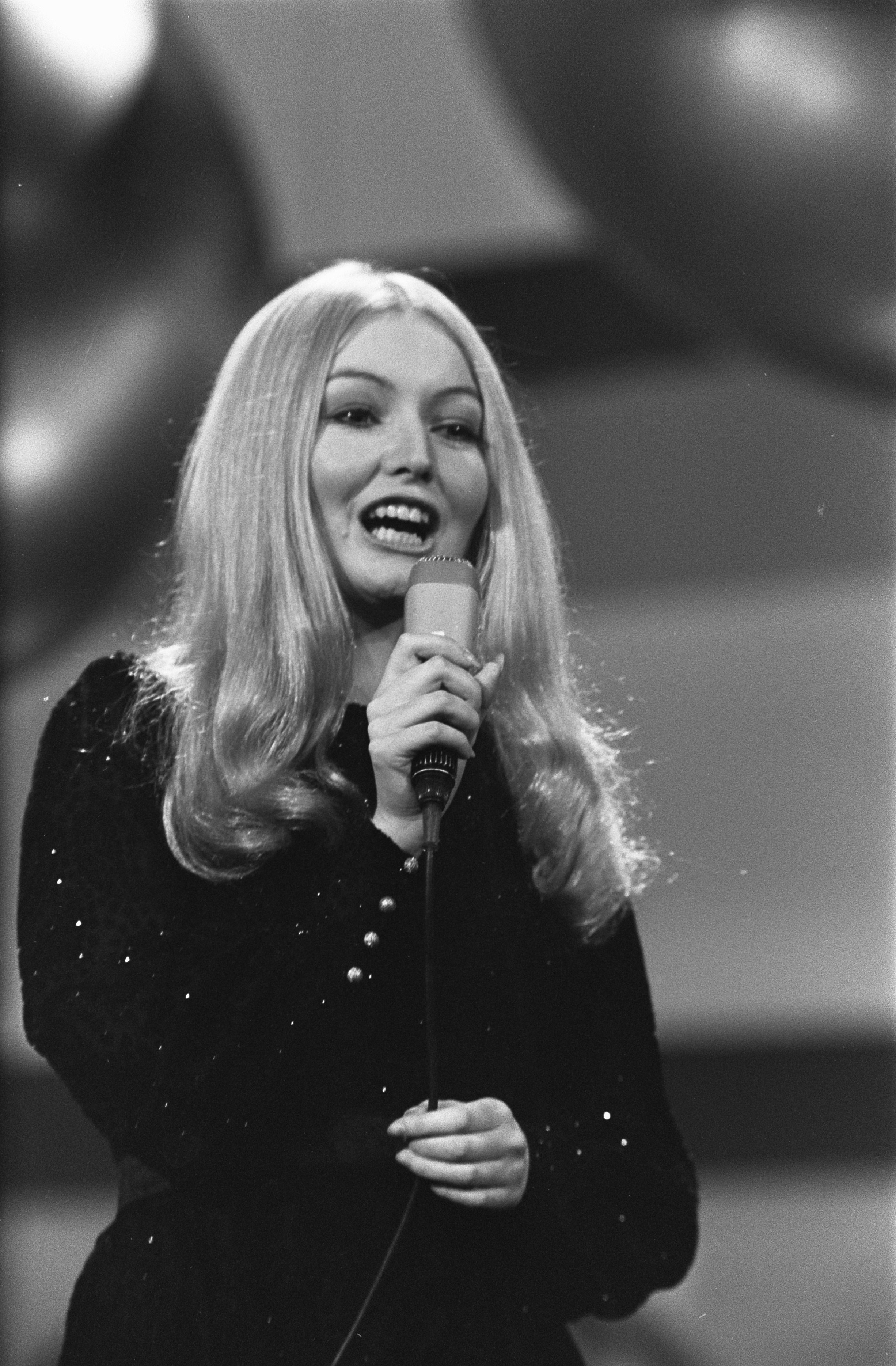
Mary Hopkin
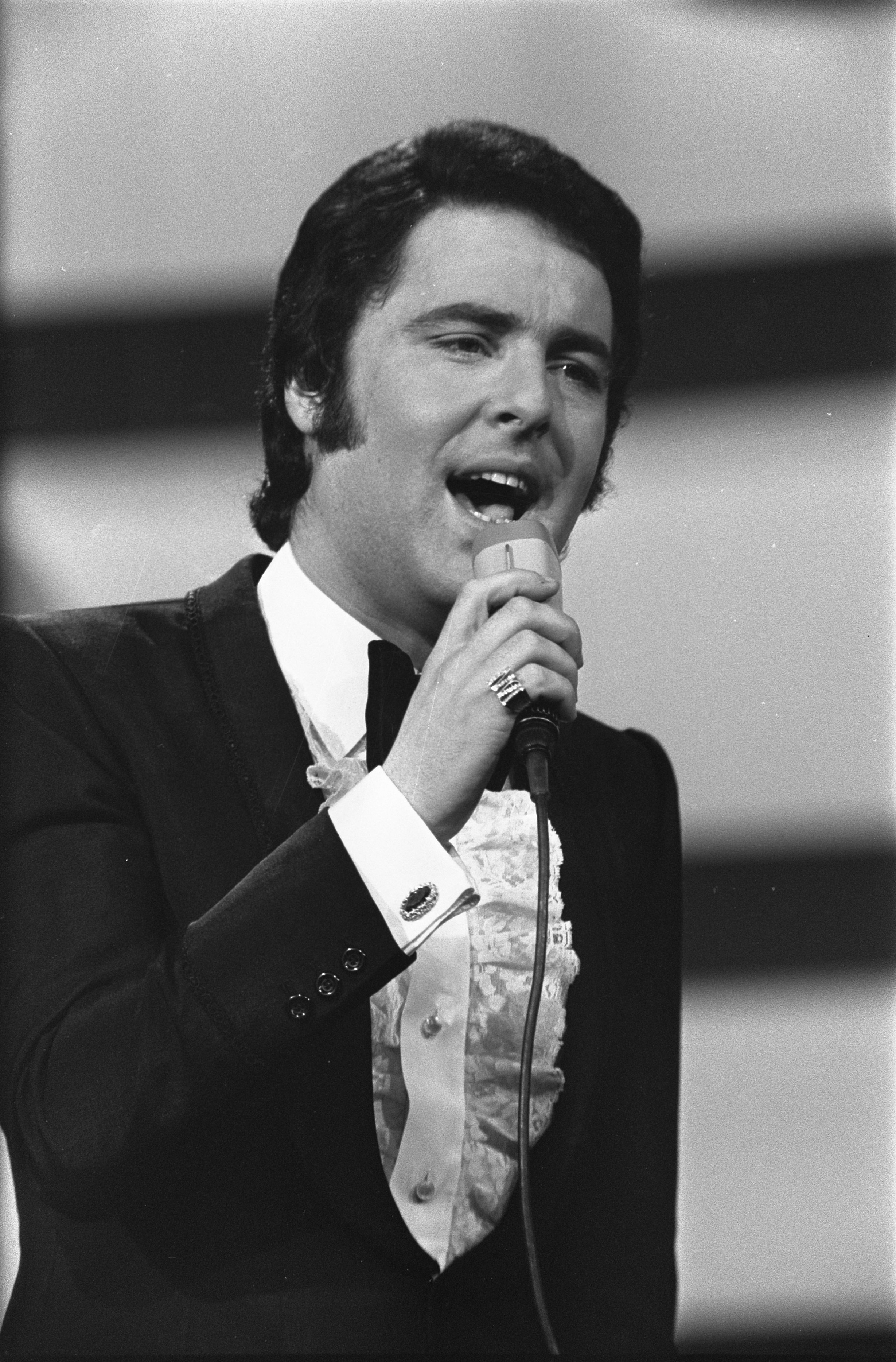
David Alexandre Winter
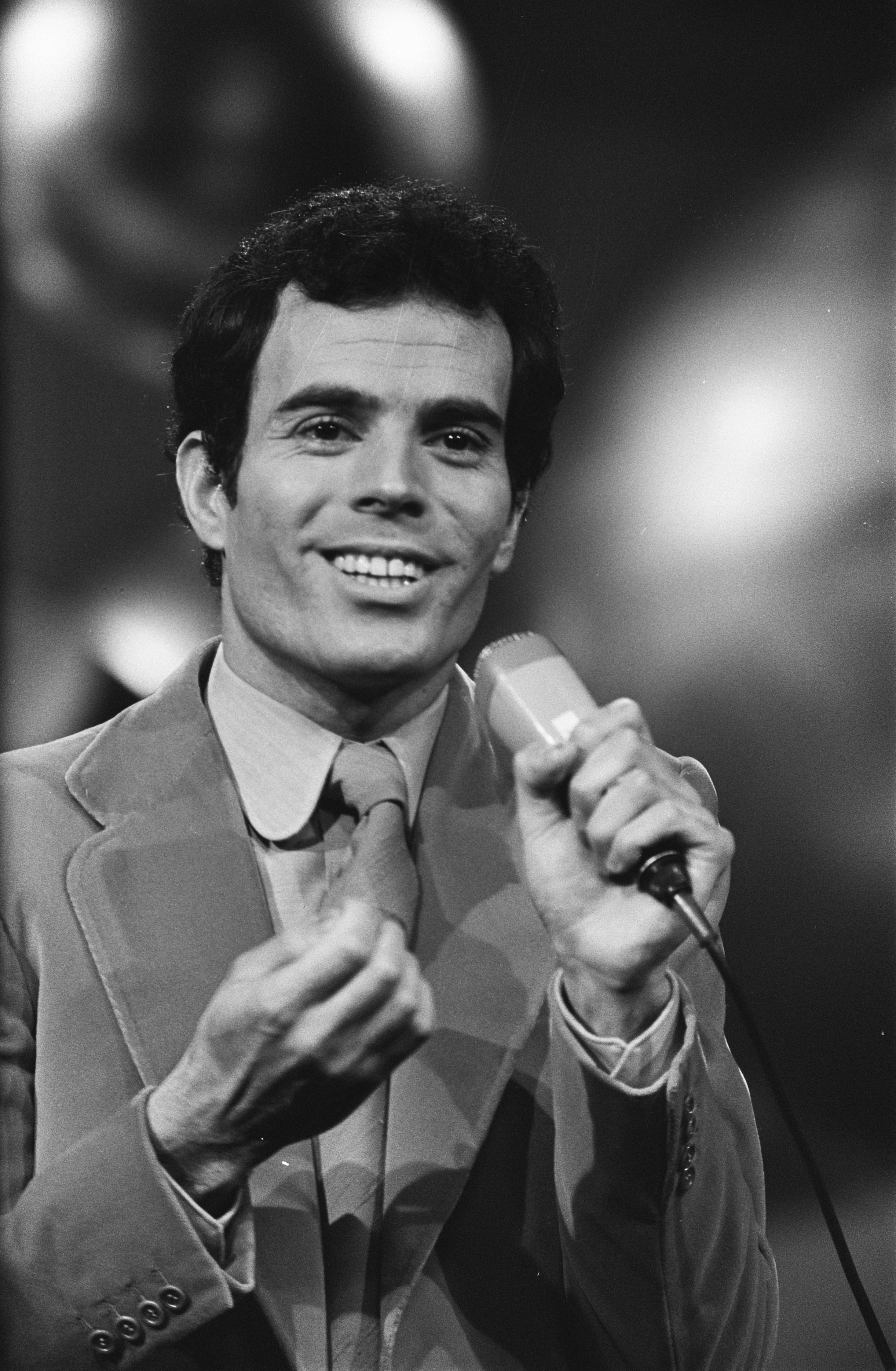
Julio Iglesias
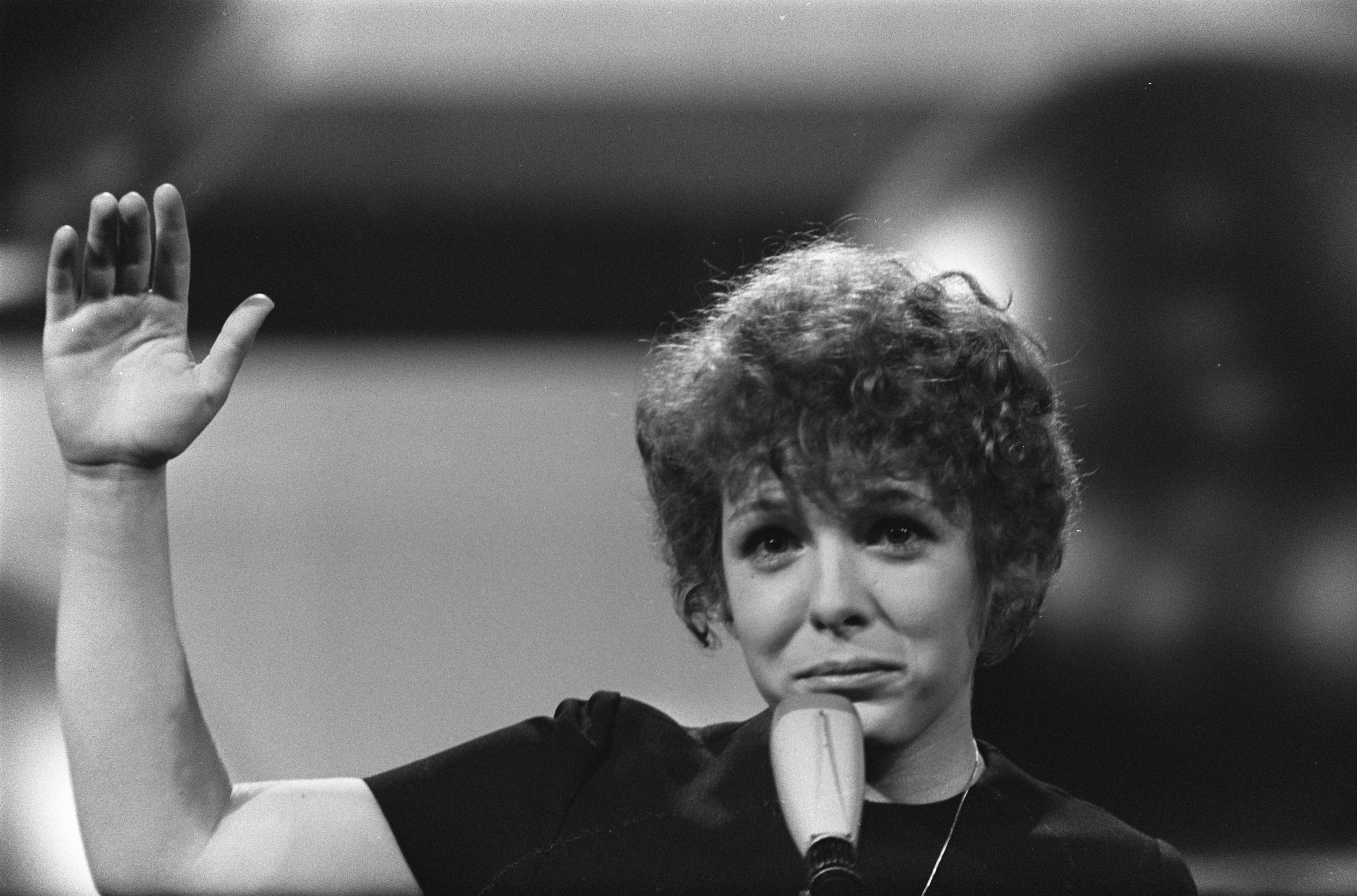
Dominique Dussault
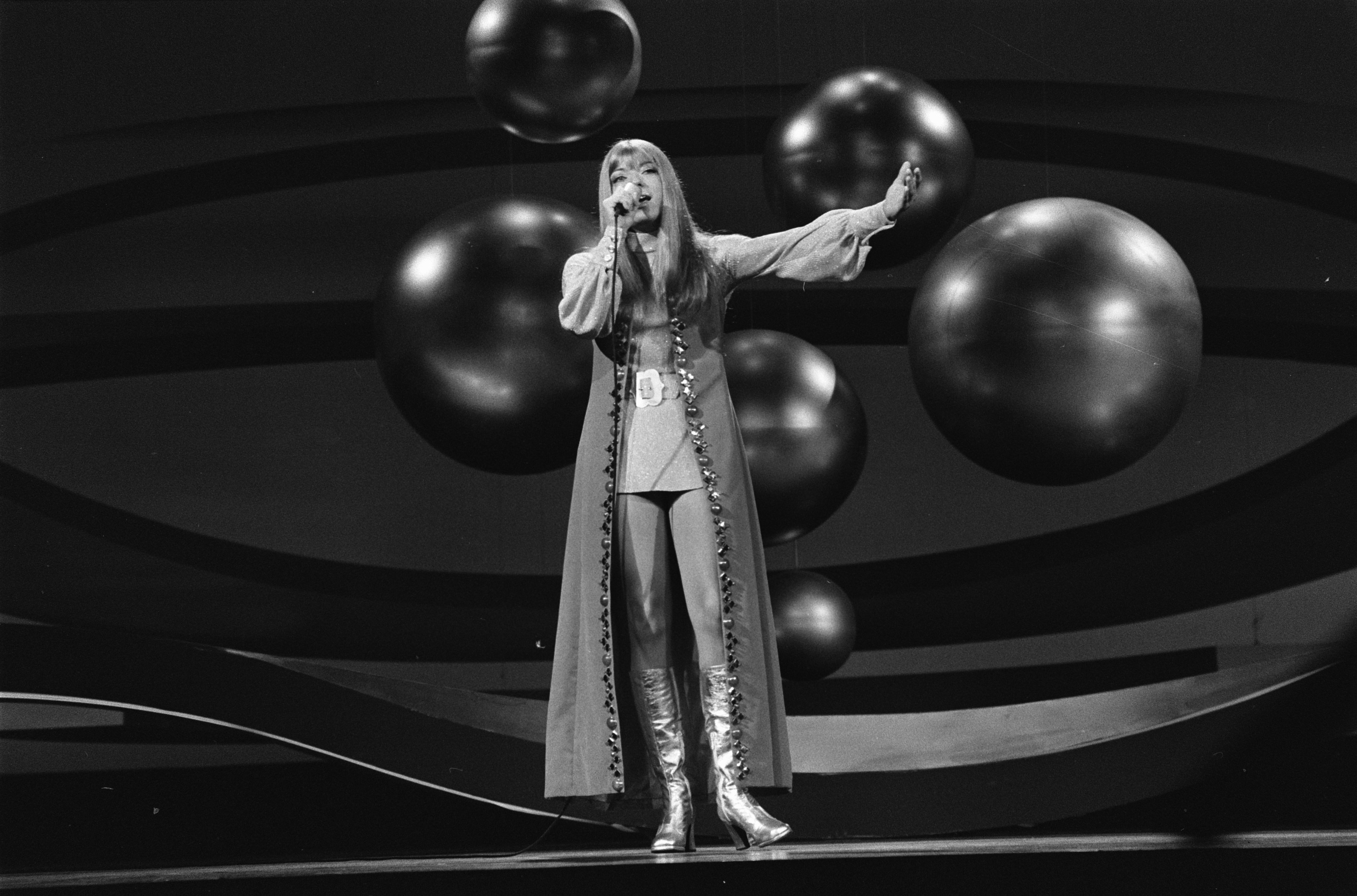
Katja Ebstein
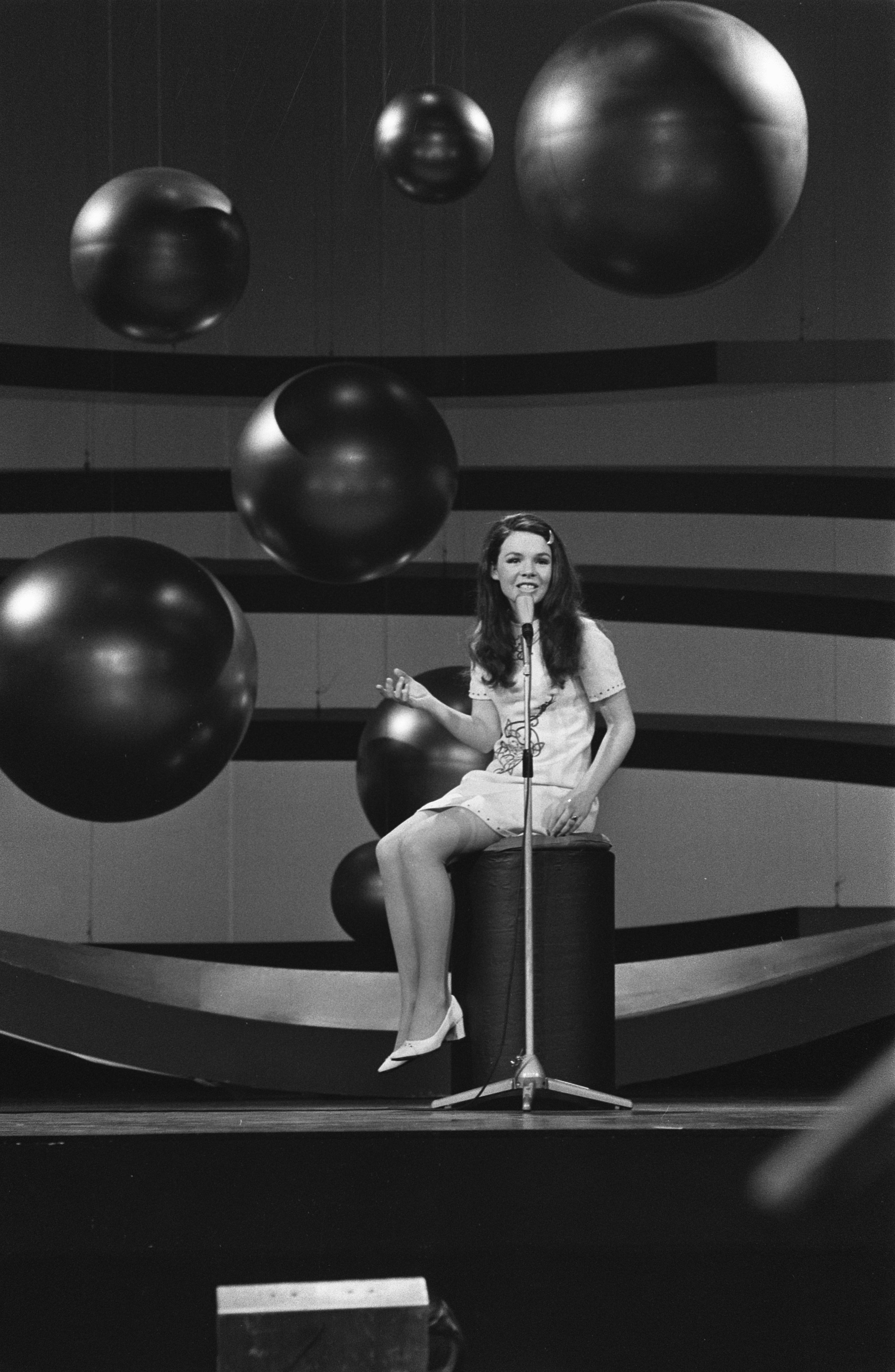
Dana
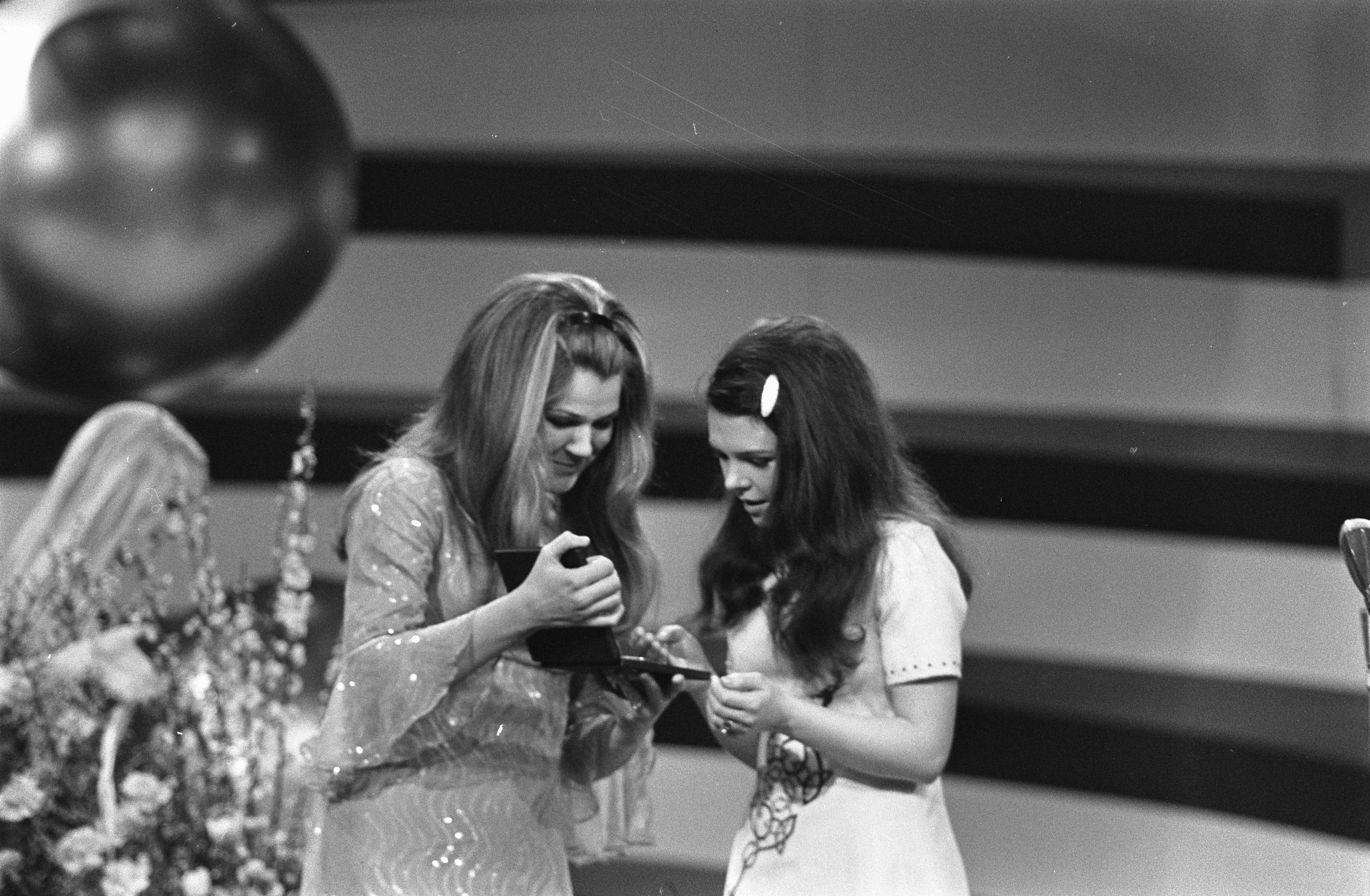
Lenny Kuhr entrega o prémio a Dana
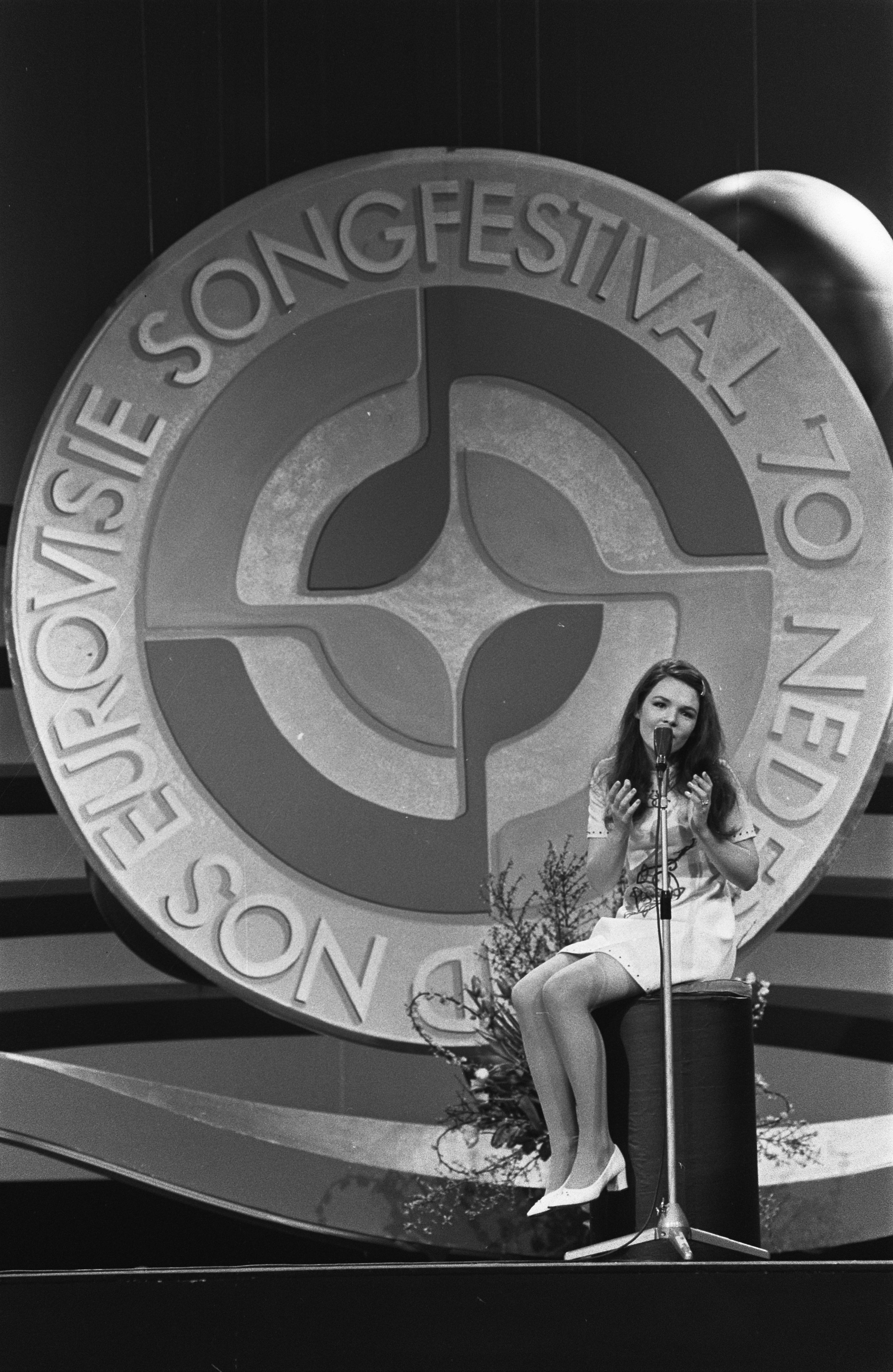
Dana, reinterpretando a sua música
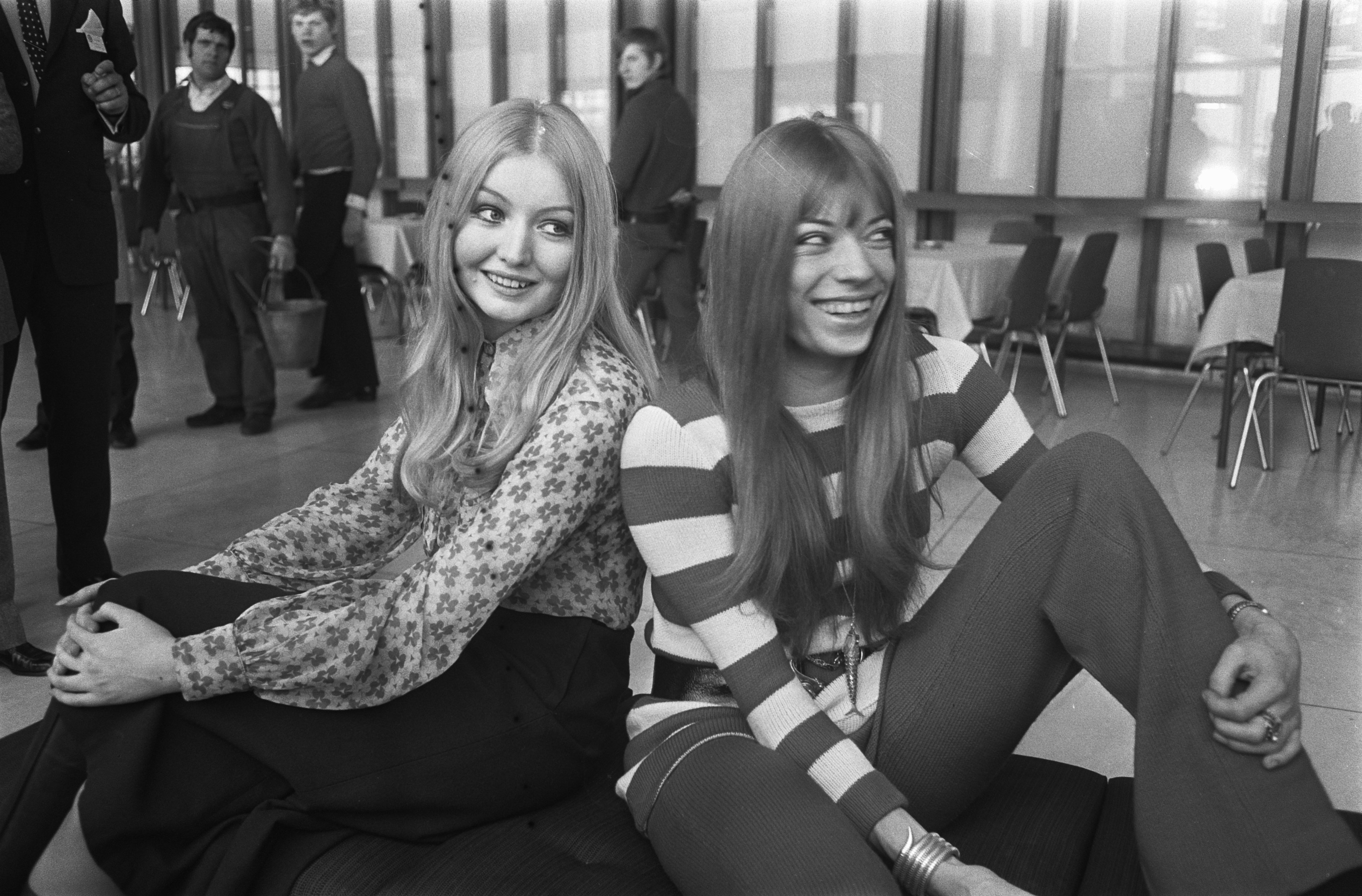
Mary Hopkin e Katja Ebstein
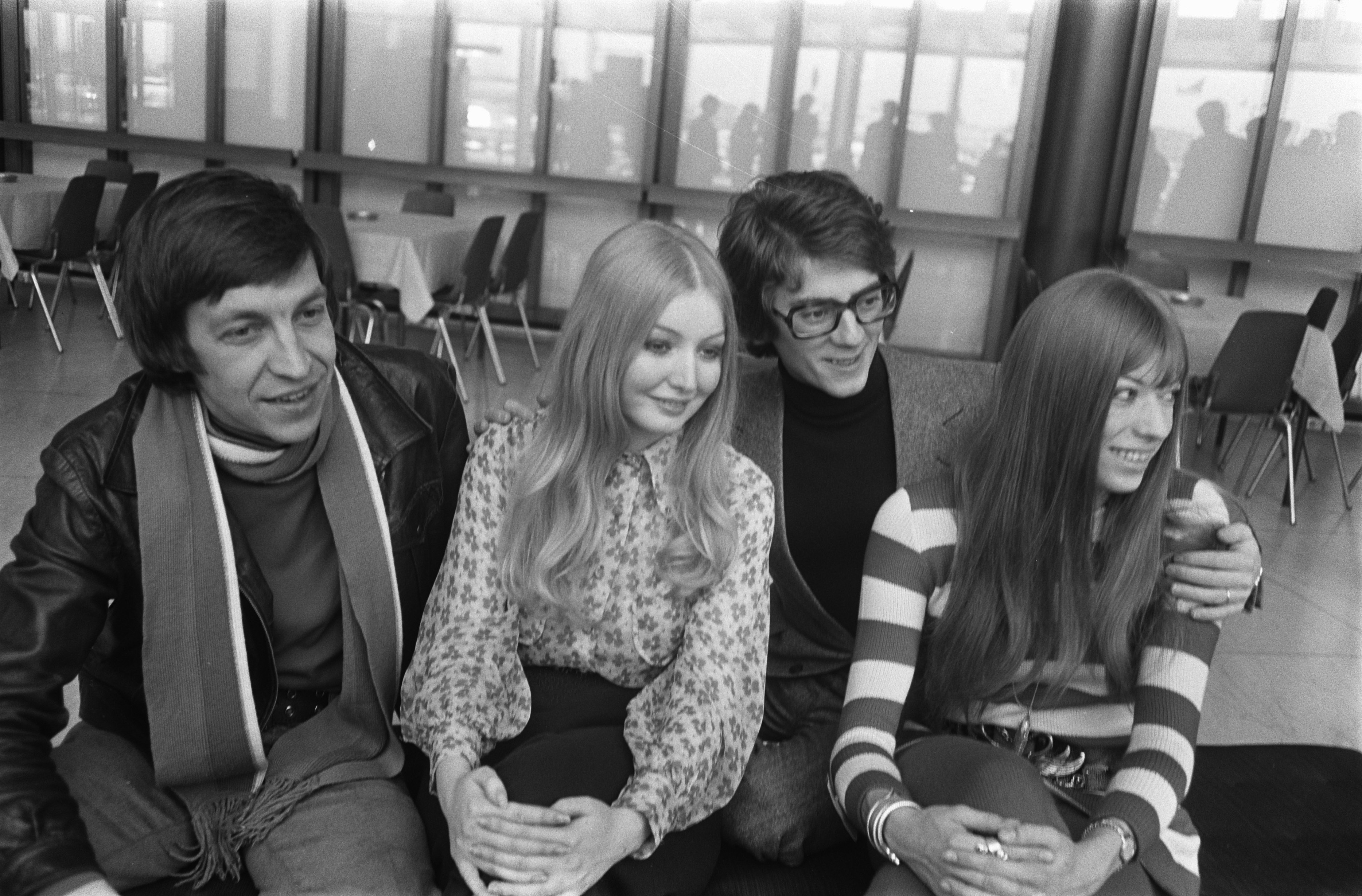
Henri Dès, Mary Hopkin, Guy Bonnet e Katja Ebstein
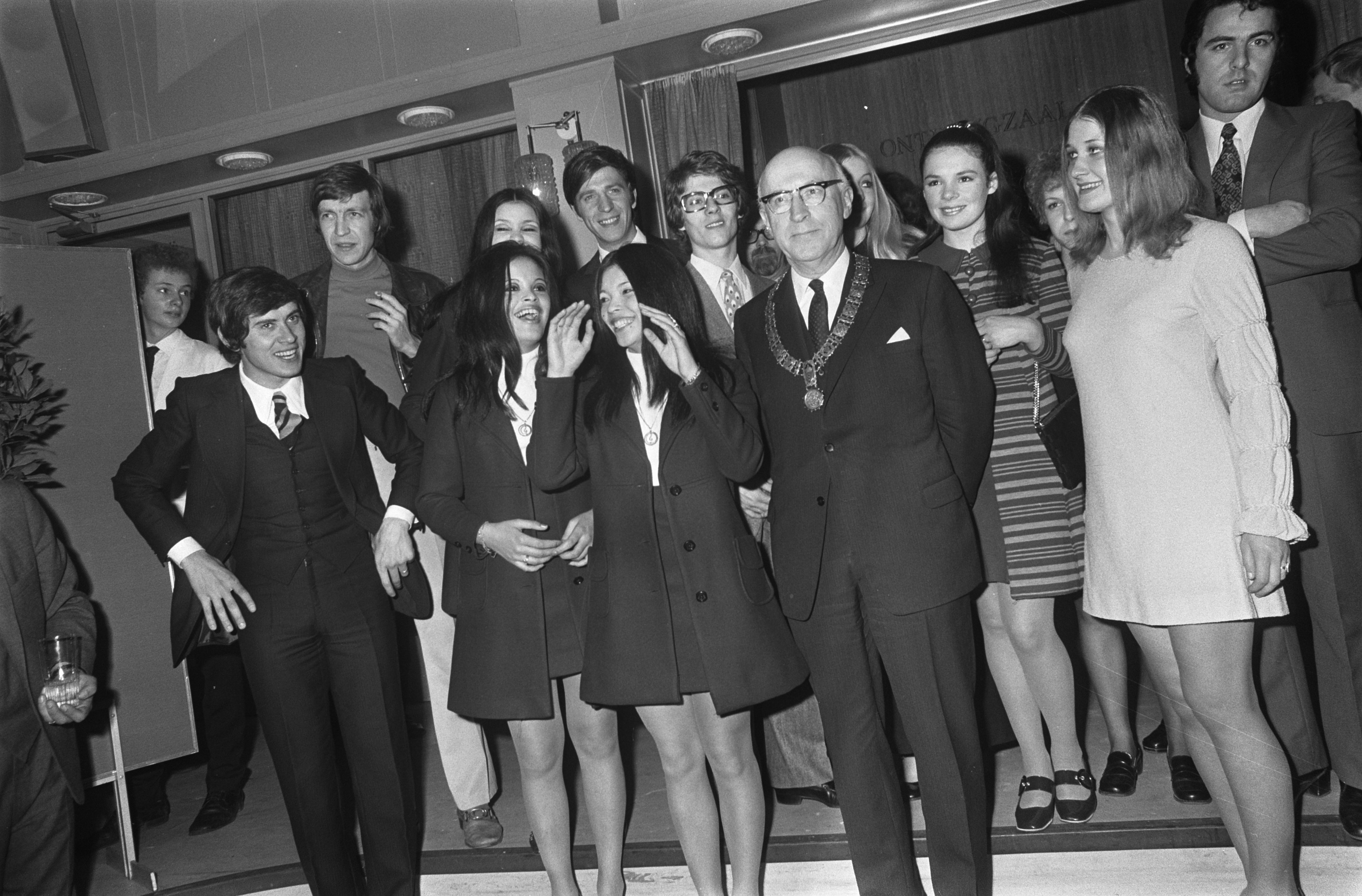
Gianni Morandi, Henri Dès, Hearts of Soul, Jean Vallée, Guy Bonnet, Mary Hopkin, Dana, Dominique Dussault, Eva Sršen, David Alexandre Winter

### Resultados
A ordem de votação no Festival Eurovisão da Canção 1970, foi a seguinte:

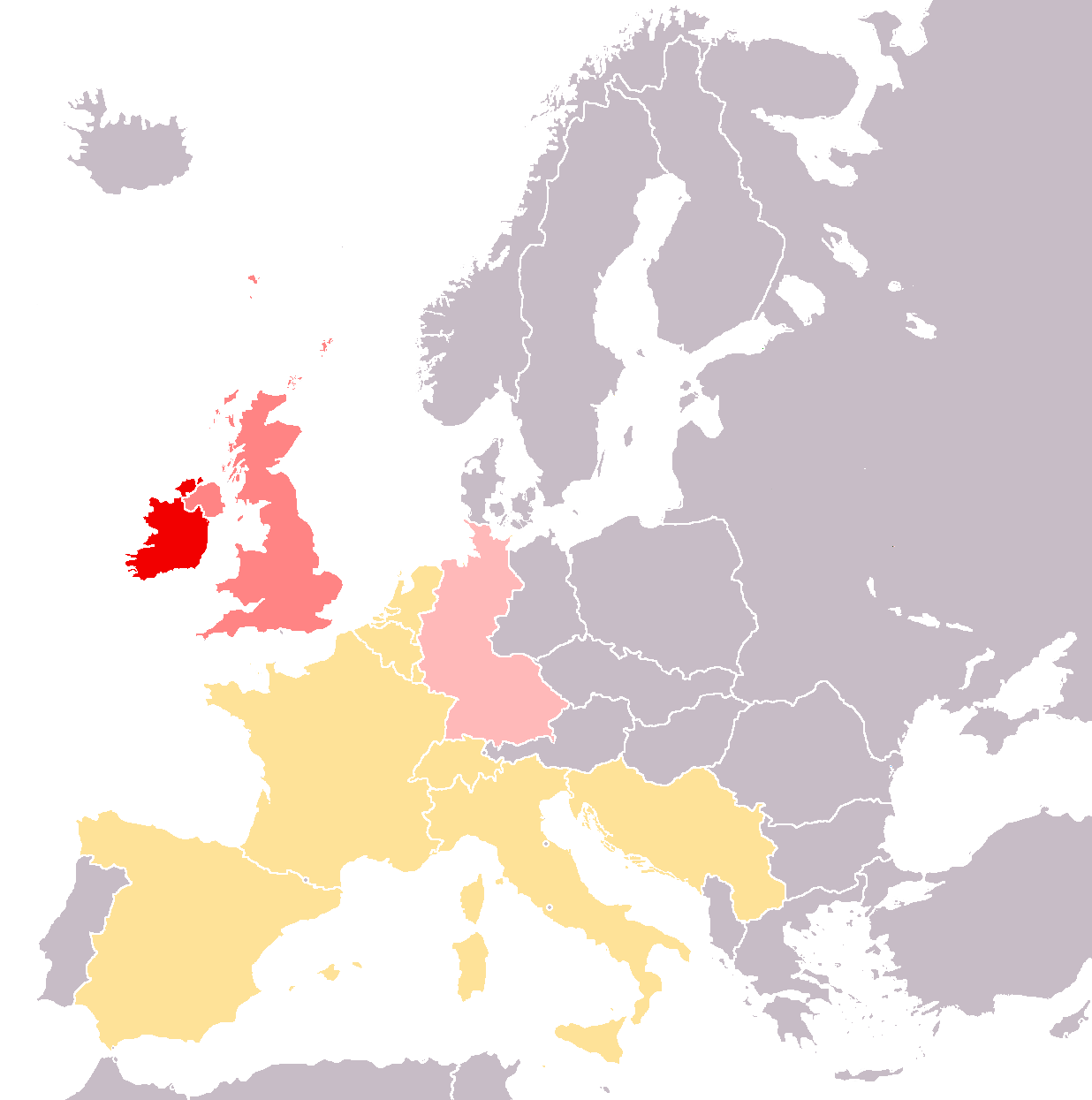
Vencedor
2º classificado
3º classificado

| Países Votantes | Países Pontuados | Países Pontuados | Países Pontuados | Países Pontuados                              | Países Pontuados | Países Pontuados | Países Pontuados | Países Pontuados | Países Pontuados | Países Pontuados | Países Pontuados | Países Pontuados     |
| --------------- | ---------------- | ---------------- | ---------------- | --------------------------------------------- | ---------------- | ---------------- | ---------------- | ---------------- | ---------------- | ---------------- | ---------------- | -------------------- |
| Países Votantes | Países Baixos    | Suíça            | Itália           | República Socialista Federativa da Iugoslávia | Bélgica          | França           | Reino Unido      | Luxemburgo       | Espanha          | Mónaco           | Alemanha         | República da Irlanda |
| Países Baixos   |                  | 2                |                  |                                               |                  |                  | 3                |                  |                  |                  |                  | 5                    |
| Suíça           |                  |                  |                  |                                               |                  |                  | 2                |                  |                  | 1                | 1                | 6                    |
| Itália          | 3                |                  |                  |                                               |                  | 1                | 2                |                  | 3                |                  | 1                |                      |
| Iugoslávia      | 3                |                  | 1                |                                               |                  | 2                | 4                |                  |                  |                  |                  |                      |
| Bélgica         |                  |                  |                  |                                               |                  |                  |                  |                  |                  | 1                |                  | 9                    |
| França          |                  | 2                |                  |                                               | 3                |                  | 2                |                  |                  | 2                |                  | 1                    |
| Reino Unido     | 1                | 1                |                  | 4                                             |                  |                  |                  |                  |                  |                  |                  | 4                    |
| Luxemburgo      |                  |                  |                  |                                               | 1                |                  | 2                |                  | 2                |                  | 3                | 2                    |
| Estado espanhol |                  |                  | 2                |                                               |                  |                  |                  |                  |                  | 1                | 4                | 3                    |
| Mónaco          |                  |                  |                  |                                               |                  | 2                | 4                |                  | 3                |                  | 1                |                      |
| Alemanha        |                  | 2                | 2                |                                               |                  |                  | 4                |                  |                  |                  |                  | 2                    |
| Irlanda         |                  | 1                |                  |                                               | 1                | 3                | 3                |                  |                  |                  | 2                |                      |
| Total           | 7                | 8                | 5                | 4                                             | 5                | 8                | 26               | 0                | 8                | 5                | 12               | 32                   |
| Lugar           | 7º               | 4º               | 8º               | 11º                                           | 8º               | 4º               | 2º               | 12º              | 4º               | 8º               | 3º               | 1º                   |
| Países Votantes | Países Baixos    | Suíça            | Itália           | República Socialista Federativa da Iugoslávia | Bélgica          | França           | Reino Unido      | Luxemburgo       | Espanha          | Mónaco           | Alemanha         | República da Irlanda |
| Países Votantes | Países Pontuados |                  |                  |                                               |                  |                  |                  |                  |                  |                  |                  |                      |

| Países Votantes | Países Pontuados | Países Pontuados | Países Pontuados | Países Pontuados                              | Países Pontuados | Países Pontuados | Países Pontuados | Países Pontuados | Países Pontuados | Países Pontuados | Países Pontuados | Países Pontuados     |
| --------------- | ---------------- | ---------------- | ---------------- | --------------------------------------------- | ---------------- | ---------------- | ---------------- | ---------------- | ---------------- | ---------------- | ---------------- | -------------------- |
| Países Votantes | Países Baixos    | Suíça            | Itália           | República Socialista Federativa da Iugoslávia | Bélgica          | França           | Reino Unido      | Luxemburgo       | Espanha          | Mónaco           | Alemanha         | República da Irlanda |
| Países Baixos   | 0                | 2                | 0                | 0                                             | 0                | 0                | 3                | 0                | 0                | 0                | 0                | 5                    |
| Suíça           | 0                | 2                | 0                | 0                                             | 0                | 0                | 5                | 0                | 0                | 1                | 1                | 11                   |
| Itália          | 3                | 2                | 0                | 0                                             | 0                | 1                | 7                | 0                | 3                | 1                | 2                | 11                   |
| Iugoslávia      | 6                | 2                | 1                | 0                                             | 0                | 3                | 11               | 0                | 3                | 1                | 2                | 11                   |
| Bélgica         | 6                | 2                | 1                | 0                                             | 0                | 3                | 11               | 0                | 3                | 2                | 2                | 20                   |
| França          | 6                | 4                | 1                | 0                                             | 3                | 3                | 13               | 0                | 3                | 4                | 2                | 21                   |
| Reino Unido     | 7                | 5                | 1                | 4                                             | 3                | 3                | 13               | 0                | 3                | 4                | 2                | 25                   |
| Luxemburgo      | 7                | 5                | 1                | 4                                             | 4                | 3                | 15               | 0                | 5                | 4                | 5                | 27                   |
| Estado espanhol | 7                | 5                | 3                | 4                                             | 4                | 3                | 15               | 0                | 5                | 5                | 9                | 30                   |
| Mónaco          | 7                | 5                | 3                | 4                                             | 4                | 5                | 19               | 0                | 8                | 5                | 10               | 30                   |
| Alemanha        | 7                | 7                | 5                | 4                                             | 4                | 5                | 23               | 0                | 8                | 5                | 10               | 32                   |
| Irlanda         | 7                | 8                | 5                | 4                                             | 5                | 8                | 26               | 0                | 8                | 5                | 12               | 32                   |
| Total           | 7                | 8                | 5                | 4                                             | 5                | 8                | 26               | 0                | 8                | 5                | 12               | 32                   |
| Lugar           | 7º               | 4º               | 8º               | 11º                                           | 8º               | 4º               | 2º               | 12º              | 4º               | 8º               | 3º               | 1º                   |
| Países Votantes | Países Baixos    | Suíça            | Itália           | República Socialista Federativa da Iugoslávia | Bélgica          | França           | Reino Unido      | Luxemburgo       | Espanha          | Mónaco           | Alemanha         | República da Irlanda |
| Países Votantes | Países Pontuados |                  |                  |                                               |                  |                  |                  |                  |                  |                  |                  |                      |

### Maestros
Em baixo encontra-se a lista de maestros que conduziram a orquestra, na respectiva actuação de cada país concorrente.
| País              | Maestro             |
| ----------------- | ------------------- |
| Países Baixos     | Dolf van der Linden |
| Suíça             | Bernard Gérard      |
| Itália            | Mario Capuano       |
| Iugoslávia        | Mojmir Sepe         |
| Bélgica           | Jack Say            |
| França            | Franck Pourcel      |
| Reino Unido       | Johnny Arthey       |
| Luxemburgo        | Raymond Lefèvre     |
| Estado espanhol   | Augusto Algueró     |
| Mónaco            | Jimmy Walter        |
| Alemanha          | Christian Bruhn     |
| Irlanda           | Dolf van der Linden |
| Maestro anfitrião | Dolf van der Linden |

## Artistas repetentes
Em 1970, pela primeira vez na história, não houve repetentes.

## Transmissão do Festival

### Países participantes
| País          | Canal                    | Comentador(es)          | Porta-voz            |
| ------------- | ------------------------ | ----------------------- | -------------------- |
| Países Baixos | Nederland 1              | Pim Jacobs              | Flip van der Schalie |
| Suíça         | TV DRS                   | Theodor Haller          | Alexandre Burger     |
| Suíça         | TSR                      | Georges Hardy           | Alexandre Burger     |
| Suíça         | TSI                      | Giovanni Bertini        | Alexandre Burger     |
| Itália        | Secondo Programma        | Renato Tagliani         | Enzo Tortora         |
| Iugoslávia    | Televizija Beograd       | Milovan Ilić            | Dragana Marković     |
| Iugoslávia    | Televizija Zagreb        | Oliver Mlakar           | Dragana Marković     |
| Iugoslávia    | Televizija Ljubljana     | Tomaž Terček            | Dragana Marković     |
| Bélgica       | RTB                      | Claude Delacroix        | André Hagon          |
| Bélgica       | BRT                      | Herman Verelst          | André Hagon          |
| Bélgica       | RTB La Première          | TBC                     | André Hagon          |
| Bélgica       | BRT Radio 1              | Nand Baert              | André Hagon          |
| França        | Deuxième Chaîne ORTF     | Pierre Tchernia         | TBC                  |
| Reino Unido   | BBC1                     | David Gell              | Colin-Ward Lewis     |
| Reino Unido   | BBC Radio 1              | Tony Brandon            | Colin-Ward Lewis     |
| Reino Unido   | British Forces Radio     | John Russel             | Colin-Ward Lewis     |
| Luxemburgo    | Télé-Luxembourg          | Jacques Navadic         | TBC                  |
| Luxemburgo    | RTL Radio                | Camillo Felgen          | TBC                  |
| Espanha       | TVE1                     | José Luis Uribarri      | Ramón Rivera         |
| Espanha       | Primer Programa RNE      | Miguel de los Santos    | Ramón Rivera         |
| Mónaco        | Télé Monte Carlo         | Pierre Tchernia         | TBC                  |
| Alemanha      | ARD Deutsches Fernsehen  | Marie-Louise Steinbauer | Hans-Otto Grünefeldt |
| Alemanha      | Deutschlandfunk/Bayern 2 | Wolf Mittler            | Hans-Otto Grünefeldt |
| Irlanda       | RTÉ Television           | Valerie McGovern        | John Skehan          |
| Irlanda       | Radio Éireann            | Kevin Roche             | John Skehan          |

### Países não participantes
| País            | Canal                        | Comentador(es)   |
| --------------- | ---------------------------- | ---------------- |
| Argentina       | TBC                          | TBC              |
| Áustria         | ORF                          | Ernst Grissemann |
| Brasil          | TV Tupi                      | TBC              |
| Checoslováquia  | Československá televize      | TBC              |
| Chile           | Televisión Nacional de Chile | Raúl Matas       |
| Grécia          | EIRT                         | TBC              |
| Hungria         | MTV                          | TBC              |
| Marrocos        | SNRT                         | TBC              |
| Noruega         | NRK                          | Sem comentador   |
| Polónia         | TVP                          | TBC              |
| Portugal        | I Programa                   | Henrique Mendes  |
| Tunísia         | ERTT                         | TBC              |
| União Soviética | CT USSR                      | TBC              |